# Gulatingslagen

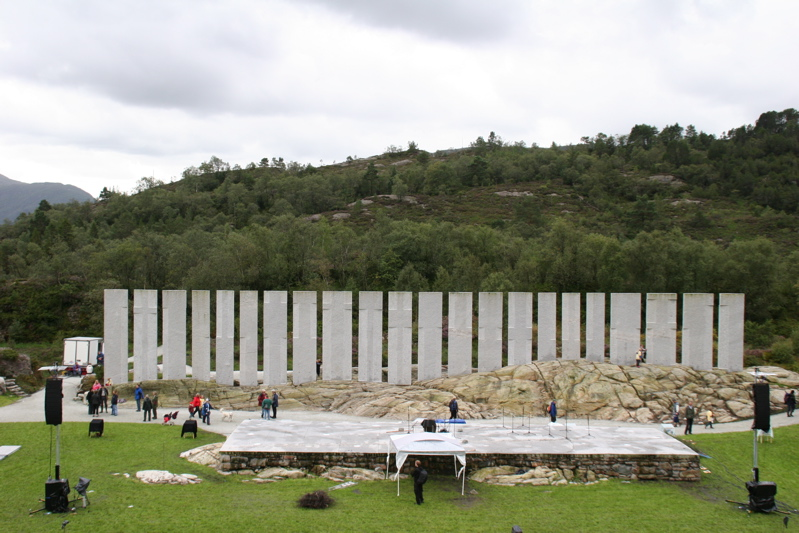
Bård Breiviks installation på Tusenårsstedet Gulatinget.

Gulatingslagen var en av fyra tingsföreningar som fanns i Norge under medeltiden. Möten jämte tingslagen hölls på Gula vid Sognefjorden, där namnet Thinganæs (en udde) antyder var tingsplatsen låg.
Enligt sagorna ska kung Håkon den gode ha bildat eller ombildat och utvecklat Gulatingslagen. På 900-talet omfattade tingsföreningen endast Hördafylke, Sygnafylke och Firdafylke. Senare anslöt sig Egdafylke, Rygjafylke och på 1100-talet även Söndmöre. I slutet av 1200-talet deltog även representanter från Hallingdalen, Valdres och Råbyggelaget på Gulatinget. Tingsföreningen omfattade så gott som hela nuvarande Bergens och Kristiansands stift. Något senare delades tingsföreningen upp i mindre distrikt. Namnet Gulating behölls och knöts till den lagsaga, som från mitten av 1300-talet höll ting i Bergen. Rogaland avskildes från tingsföreningen och hade liksom Agder sitt ting på Agvaldsnes.
Av Gulatingslagens lag finns, utom fyra membranfragment, blott en enda handskrift, den s.k. Codex Ranzovianus, och, sådan den nu föreligger, är lagen en i början av 1200-talet gjord sammanarbetning av två lageditioner, av vilka den äldsta - ehuru knappast med rätta - bär Olav den heliges namn och den andra antas härröra från Magnus Erlingssons och ärkebiskop Eysteins tid.
Namnet Gulating finns kvar idag (2012) i "Gulating lagmannsrett", högre domstolen (hovrätten) i Bergen, en av sex sådana domstolar i Norge.